# 6356 Таїров
6356 Таїров (6356 Tairov) — астероїд головного поясу, відкритий 26 серпня 1976 року.
Тіссеранів параметр щодо Юпітера — 3,339.